# Łęczyca
Łęczyca (in tedesco: Lenczyca o Lentschitza e tra il 1939 e il 1945 Lentschütz) è una città polacca del distretto di Łęczyca nel voivodato di Łódź.
Ricopre una superficie di 9,0 km² e nel 2007 contava 15 376 abitanti.

## Storia

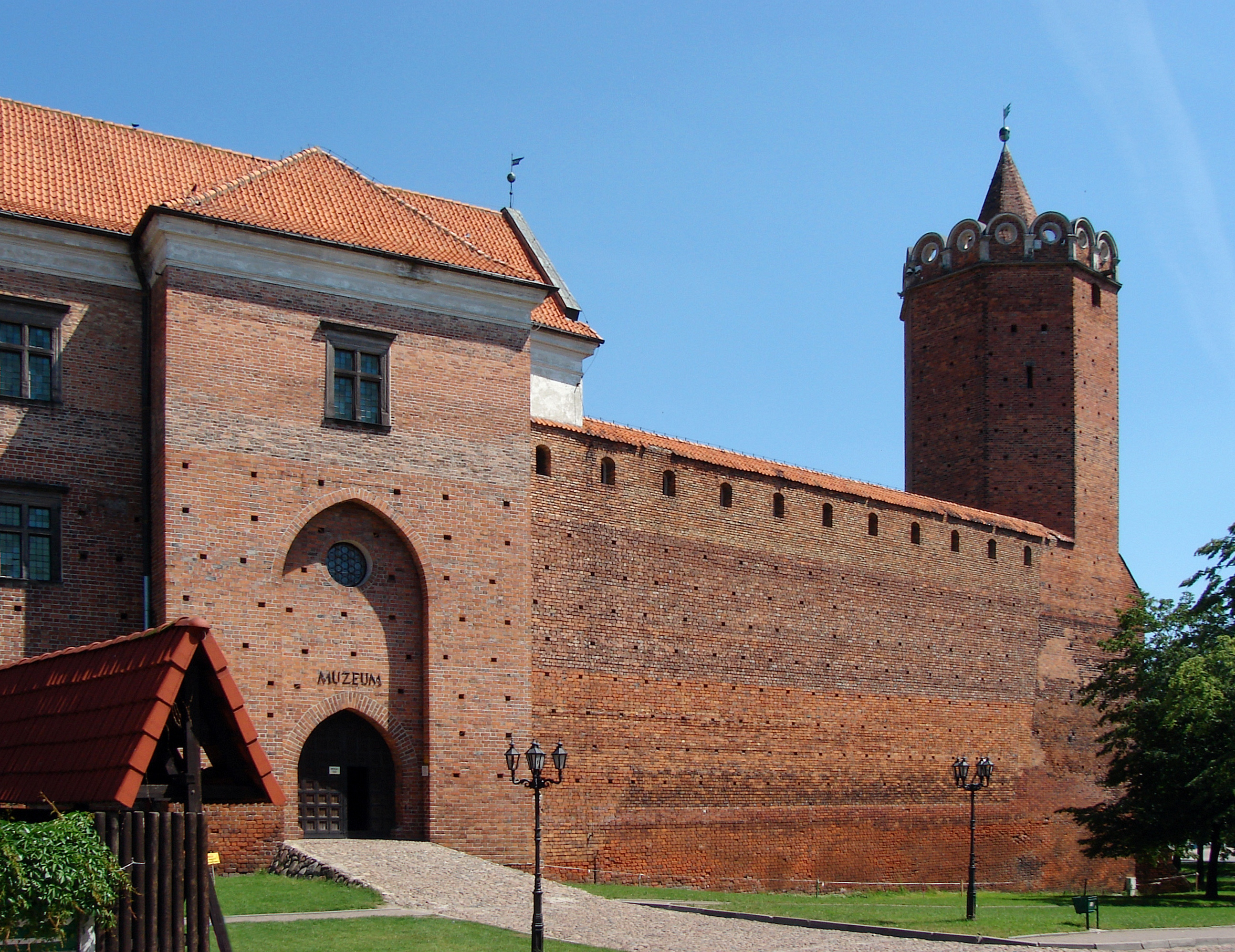
Il castello di Łęczyca

Łęczyca è una delle più antiche città della Polonia, citata per la prima volta nel XII secolo. Fu la sede della prima riunione del Sejm polacco, il Parlamento, nel 1182. Fu la capitale del Ducato di Łęczyca nel XIII secolo, e in seguito divenne capitale del voivodato di Łęczyca, dal XIV al XVIII secolo.

### Duchi Sieradz-Łęczyca
- 1228-1232 Enrico I il Barbuto (Henryk I Brodaty)
- 1232-1233 Corrado di Masovia (Konrad Mazowiecki)
- 1234-1247 Corrado di Masovia (Konrad Mazowiecki)
- 1247-1260 Casimiro I di Masovia (Kazimierz I Mazowiecki)
- 1260-1275 Leszek il Nero (Leszek Czarny)
- 1275-1294 diviso nei due ducati di Sieradz e Łęczyca
- 1294-1297 Ladislao III di Polonia (Władysław Łokietek)
- 1297-1305 Venceslao II di Boemia (Wacław II Czeski)

### Duchi di Łęczyca
- 1233-1234 Corrado di Masovia (Konrad Mazowiecki)
- 1275-1294 Casimiro II di Łęczyca (Kazimierz II)
- 1329-1343 Ladislao di Dobrzyn (Władysław Dobrzyński)

Dopo il 1305 parte del Regno di Polonia, come ducato vassallo, fu poi incorporato dal re Casimiro III il Grande come voivodato di Łęczyca.

### Avvenimenti successivi
Nel 1807 Łęczyca venne annessa al ducato di Varsavia creato da Napoleone, in cui è una città di guarnigione. Successivamente, fa parte del Regno del Congresso e cercò di diventare di nuovo un importante centro economico, soprattutto sviluppando il tessile. Ma presto, sarà soppiantato da Łódź.
Nel 1939, a seguito dell'invasione tedesca della Polonia che diede inizio alla seconda guerra mondiale, Łęczyca venne annessa alla Germania nazista all'interno del Reichsgau Wartheland.